# ORC6
ORC6 (англ. Origin recognition complex subunit 6) – білок, який кодується однойменним геном, розташованим у людей на короткому плечі 16-ї хромосоми. Довжина поліпептидного ланцюга білка становить 252 амінокислот, а молекулярна маса — 28 107.
| 10         |  | 20         |  | 30         |  | 40         |  | 50         |
| ---------- |  | ---------- |  | ---------- |  | ---------- |  | ---------- |
| MGSELIGRLA |  | PRLGLAEPDM |  | LRKAEEYLRL |  | SRVKCVGLSA |  | RTTETSSAVM |
| CLDLAASWMK |  | CPLDRAYLIK |  | LSGLNKETYQ |  | SCLKSFECLL |  | GLNSNIGIRD |
| LAVQFSCIEA |  | VNMASKILKS |  | YESSLPQTQQ |  | VDLDLSRPLF |  | TSAALLSACK |
| ILKLKVDKNK |  | MVATSGVKKA |  | IFDRLCKQLE |  | KIGQQVDREP |  | GDVATPPRKR |
| KKIVVEAPAK |  | EMEKVEEMPH |  | KPQKDEDLTQ |  | DYEEWKRKIL |  | ENAASAQKAT |
| AE         |  |            |  |            |  |            |  |            |

A: Аланін

C: Цистеїн

D: Аспарагінова кислота

E: Глутамінова кислота

F: Фенілаланін

G: Гліцин

H: Гістидин

I: Ізолейцин

K: Лізин

L: Лейцин

M: Метіонін

N: Аспарагін

P: Пролін

Q: Глутамін

R: Аргінін

S: Серин

T: Треонін

V: Валін

W: Триптофан

Кодований геном білок за функцією належить до фосфопротеїнів. 
Задіяний у такому біологічному процесі, як реплікація ДНК. 
Білок має сайт для зв'язування з ДНК. 
Локалізований у ядрі.